# Yes Torty
Yes Torty, Yes-Törtchen oder kurz Yes ist der Markenname einer von Kuchenmeister industriell gefertigten und vertriebenen Süßware (laut Markenführer Nestlé ein Kuchenriegel) mit einem Gewicht von früher 38 und heute 32 Gramm.

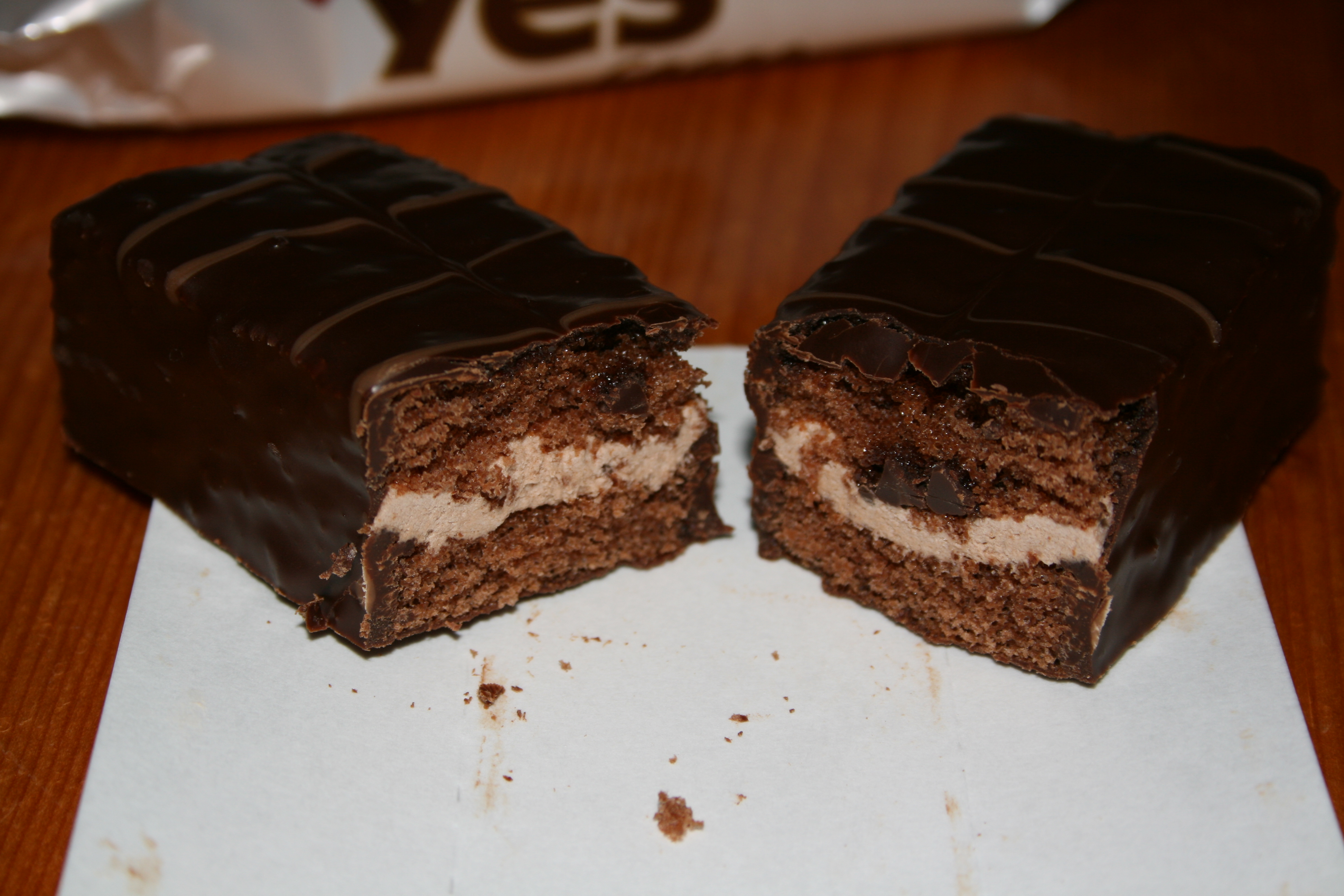
YES Torty Cacao

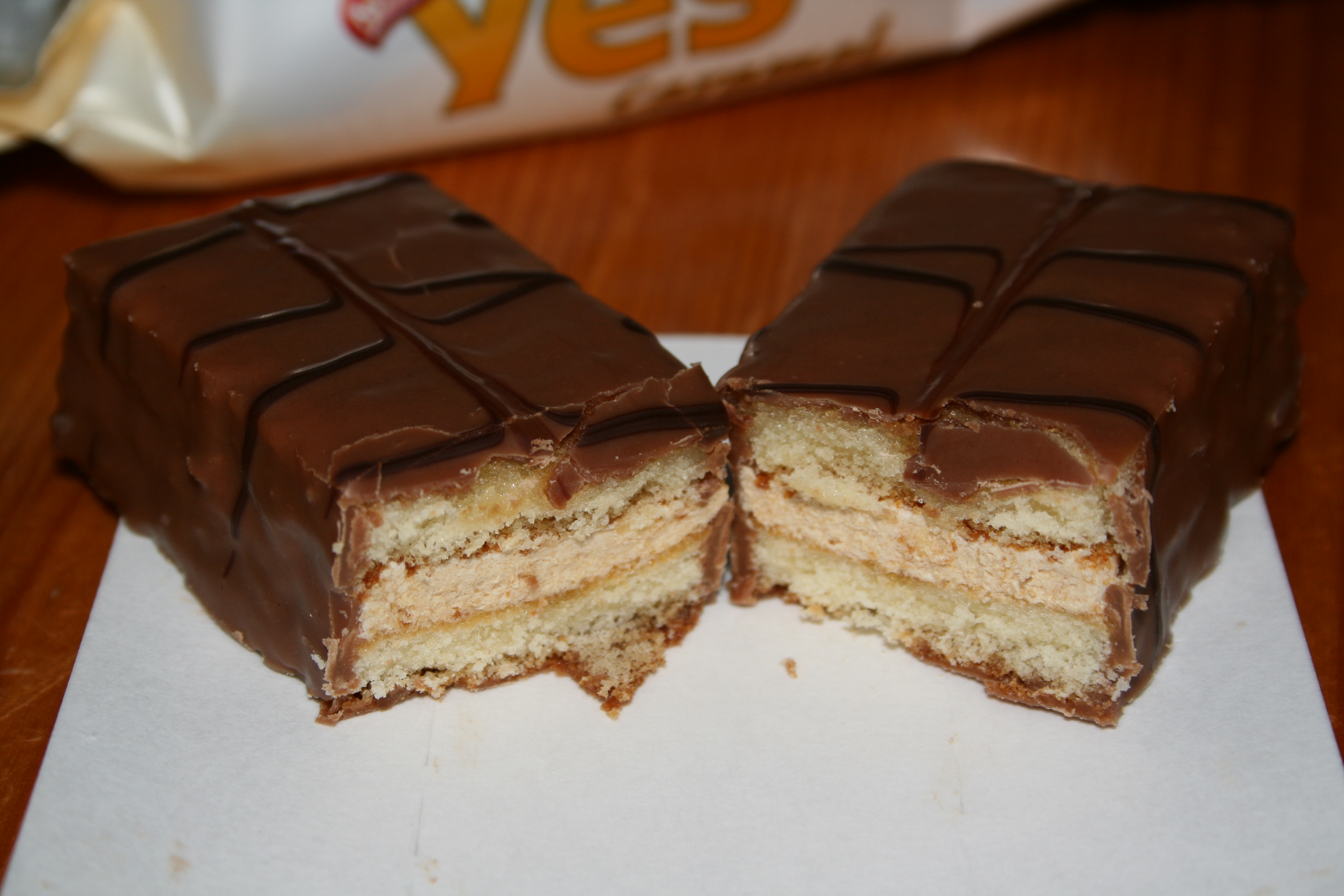
YES Torty Caramel

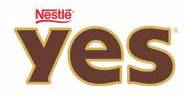
Logo der Marke Yes Torty

## Geschichte

### Einführung
Markteinführung in Deutschland war 1981.
In den achtziger Jahren wurde für das Yes Torty mit Fernseh-Werbespots geworben. Der Werbespruch lautet: Sag ja zu Yes. (1981–1990, Agentur unbekannt). Später wurde das Produkt in der Fernsehwerbung als kleine Geburtstagstorte mit einer Kerze inszeniert und dem Werbeslogan Kleine Torte statt vieler Worte (1990, Agentur McCann Erickson). 
Untersuchungen des WDR-Fernsehmagazins Servicezeit vom 5. Januar 1998 konnten in Nestlé Yes-Törtchen, Caramel 0,25 Gewichtsprozent Alkohol nachweisen. Nestlé erklärte seinerzeit dazu, dass „[…] die […] geringen Mengen an Alkohol mit denen in Lebensmitteln, wie zum Beispiel Fruchtsäfte, Brot, Kefir, vergleichbar sind und ernährungsphysiologisch zu vernachlässigen sind.“

### Einstellung und Werksschließung
Nachdem Aldi und andere Discount-Supermärkte Yes zusammen mit anderen Markenartikeln im Jahr 1999 aus dem Sortiment nahmen und stattdessen auf No-Name-Produkte setzten, ging der Verkauf von Yes-Produkten zurück. Am Schluss lag die Produktionsmenge noch bei 4.000 Tonnen jährlich, nachdem es zu Spitzenzeiten rund 13.000 Tonnen gewesen waren.
2003 wurde Yes, das nur in Berlin im ehemaligen Sarotti-Werk gefertigt wurde, vom Markt genommen, da die Produktion unrentabel geworden war. Da die Yes-Produktion ein Drittel der Gesamtproduktion des Werks umfasste, bedeutete die Einstellung der Yes-Produktion zugleich den Niedergang des Nestlé-Produktionsstandortes in Berlin, der einst die größte Schokoladenfabrik der Welt gewesen war.

### Wiedereinführung
Von Oktober 2007 bis Oktober 2010 war das Yes Torty mehrmals für eine geplant kurze Zeit noch einmal auf dem Markt. Die neuen Yes-Törtchen wiegen jedoch seit mindestens 2008 nur noch 32 Gramm.
Seit April 2011 ist das Yes Torty nach jahrelanger Pause wieder dauerhaft erhältlich. Nestlé und das Soester Gebäckunternehmen Kuchenmeister haben eine Kooperation beschlossen, um die Nestlé-Marke Yes Torty zu revitalisieren. Im Zuge der Neueinführung hat die Firma Kuchenmeister die Produktion und den Vertrieb übernommen, Nestlé steuert die Markenführung. Zudem ist seit 2013 ebenfalls die Variante Haselnuss erhältlich, Es wurden zusätzlich Sondereditionen in anderen Geschmacksrichtungen zeitlich begrenzt als Limited Editions angeboten. So gab es die Sorte Erdbeer-Joghurt ab Mai 2014 und im Herbst 2014 sowie ab Oktober 2020 Black & White. Im Herbst 2017 kam die Sorte Amaretto und im Frühjahr 2018 Himbeer-Buttermilch  kurzzeitig auf den Markt. Im April 2020 wurde die Sorte Yes Blueberry als Limited Edition auf den Markt gebracht. 2025 wurde das Sortiment mit der Geschmacksrichtung Coconut erweitert. Saisonal wird Yes von Zeit zu Zeit auch in der Geschmacksrichtung Lebkuchen angeboten.

## Ähnliche Produkte
Es gibt den Milka Kuchenriegel Tender von Mondelez und diverse andere Hersteller von Kuchenriegeln.

## Belege
1. ↑  Versteckter Alkohol in Kindersüßigkeiten (Memento vom 18. Dezember 2003 im Internet Archive). ServiceZeit KostProbe auf WDR, Sendung vom 5. Januar 1998.
2. ↑  Das große Karriere-Lexikon (Memento vom 9. September 2008 im Internet Archive)
3. ↑  Bitterer Nachgeschmack. In: Der Tagesspiegel, 7. November 2002.
4. ↑  Yes-Torty für kurze Zeit zurück: Kultprodukt feiert für acht Wochen Comeback. Pressemitteilung vom 1. Oktober 2008
5. ↑  Comeback für das Yes-Torty. Pressemitteilung in der LZ vom 24. Januar 2011
6. ↑  Seit diesem Jahr sind die YES Sorten Haselnuss, Caramel und Cacao endlich wieder dauerhaft im Handel erhältlich., YES Torty auf facebook, 10. Juli 2013
7. ↑  Jeder will YES Erdbeer Joghurt haben. Ihr auch? Dann ab zu Lidl! Nur für kurze Zeit., YES Torty auf facebook, 7. Mai 2014
8. ↑  Nestle YES Black and White, Limited edition YES torty!, flickr, 22. September 2014
9. ↑   YES Torty Black & White ist zurück und du kannst den Klassiker probieren!  YES Torty auf facebook, 1. Oktober 2020
10. ↑  Kuchenmeister: YES Amaretto, regal.at
11. ↑  Nestle Yes Torty Himbeere-Buttermilch, YES Torty auf facebook, 28. Februar 2018
12. ↑  Nestle Yes Torty Himbeere-Buttermilch, 3/2018
13. ↑  Limited Edition: Yes Törtchen mit Blaubeerfüllung, kaufda.de
14. ↑  https://www.nestle.de/medien/pressemitteilungen/yes-torty-lebkuchen-style-kommt-im-herbst-für-kurze-zeit-zurück
15. ↑  ZDF besseresser: Alkohol Ausraster: Sebastian bläst dem YES Torty die Kerzen aus auf YouTube, 8. September 2022.